# Corythornis
Corythornis é um gênero de ave da família Alcedinidae.

## Espécies
Quatro espécies são reconhecidas para o gênero Corythornis:
- Corythornis madagascariensis, martim-de-madagáscar
- Corythornis leucogaster, pica-peixinho-de-barriga-branca
- Corythornis cristatus, pica-peixinho-de-poupa
- Corythornis vintsioides, pica-peixinho-malgaxe